# Dogana

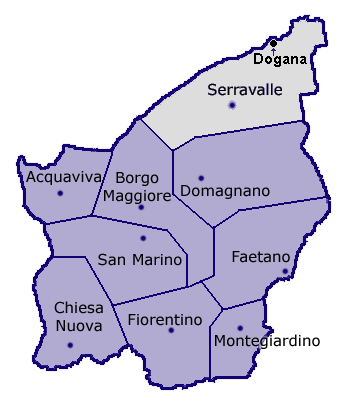
Mapa com a localização de Dogana em San Marino.

Dogana é um bairro (frazione) do castelo de Serravalle, no município de mesmo nome. A área é considerada a mais populosa da República de San Marino.